# Hrușeve, Tomakivka
Hrușeve (în ucraineană Грушеве) este un sat în comuna Volodîmîrivka din raionul Tomakivka, regiunea Dnipropetrovsk, Ucraina.

## Demografie
Componența lingvistică a localității Hrușeve
     Ucraineană (93,02%)
     Rusă (6,98%)
Conform recensământului din 2001, majoritatea populației localității Hrușeve era vorbitoare de ucraineană (93,02%), existând în minoritate și vorbitori de rusă (6,98%).